# Billet de 200 euros
Vous lisez un « bon article » labellisé en 2012.  Il fait partie d'un « bon thème ».
Recto
Verso
Le billet de 200 euros (200 €) est le sixième billet de banque en euro par ordre croissant de valeur, utilisé depuis l'introduction réelle de l'euro en 2002. Il est utilisé dans vingt États membres de l'Union européenne, quatre micro-États non-membres de l'UE mais disposant de conventions monétaires, ainsi que dans deux autres pays européens hors de l'Union qui l'ont adopté unilatéralement et sans convention monétaire.
Près de 350 millions de personnes effectuent leurs paiements en espèces avec une seule monnaie.
Par ses dimensions, il est le deuxième des billets en euros et mesure, pour la première série, 153 × 82 millimètres,et pour la seconde série, 153 × 77 millimètres. Il est de couleur jaune. Il représente une arche en architecture métallique du XIXe siècle sur le recto et un pont en acier en architecture du même style entre les XIXe et XXe siècles sur le verso.
Le billet de 200 euros possède de nombreuses caractéristiques de sécurité telles qu'une pastille holographique, un filigrane, de l'encre ultraviolette, des microimpressions, une impression en relief, une fenêtre portrait transparente, etc. qui certifient son authenticité.
Au 1er janvier 2025, il y avait 847 699 450 billets de 200 euros en circulation dans le monde, pour une valeur totale de 169 539 890 000 €.

## Historique

### Avant l'introduction
L'euro a été mis en place le 1er janvier 1999. Il devint alors la monnaie de plus de 300 millions de personnes en Europe. Pendant les trois premières années d'existence, l'euro était une monnaie « invisible », uniquement utilisée en comptabilité. L'euro liquide fut officiellement introduit le 1er janvier 2002, il remplaça alors les pièces et les billets des monnaies nationales de la zone euro (12 membres à l'époque), à des taux fixes. Cette nouvelle monnaie remplaça alors des monnaies telles que le franc français, le Deutsche Mark, la livre irlandaise.

### Après l'introduction
La période de double-circulation, durant laquelle les billets et pièces des monnaies nationales et de l'euro étaient acceptés, dura deux mois, jusqu'au 28 février 2002, date officielle à laquelle les monnaies nationales cessèrent d'avoir un cours légal. Cette date varia cependant de quelques semaines selon les pays : c'est en Allemagne où la monnaie nationale cessa la première d'avoir un cours légal, à la date du 31 décembre 2001. La période de double-circulation y durera cependant également deux mois. Même une fois le cours des anciennes monnaies devenu illégal, ces dernières continuèrent d'être acceptées par les banques centrales durant une période minimale de dix ans, voire sans limite dans le temps, selon les pays,. En Belgique, tous les billets émis après 1945 et d'une valeur supérieure à 100 francs belges peuvent être échangés pour une durée illimitée auprès de la banque centrale de ce pays.[réf. nécessaire]

## Différentes séries de billets de200 euros

### Première série
Jusqu'au 28 mai 2019, il n'y a officiellement qu'une seule série de billets de 200 euros, gardant les mêmes signes de sécurité. Leur tirage initial porte la signature du président de la Banque centrale européenne, Wim Duisenberg, remplacé par Jean-Claude Trichet le 1er novembre 2003, lui-même remplacé par Mario Draghi le 1er novembre 2011. Il y a donc trois billets différents de 200 euros avec trois signatures différentes, en fonction de leur date d'impression. Toutefois, ils sont tous estampillés 2002, date à laquelle les coupures de la première série ont été introduites.

### Deuxième série
Le nouveau billet de 200 euros de la série « Europe » a été présenté le 17 septembre 2018 et mis en circulation le 28 mai 2019 avec des signes de sécurité renforcés et plus complexes, ce qui rendra la contrefaçon encore plus difficile.

### Comparaison visuelle
|                                   |  |                                    |
| Avers du premier billet de 200 €. |  | Revers du premier billet de 200 €. |

|                                  |  |                                   |
| Avers du second billet de 200 €. |  | Revers du second billet de 200 €. |

### Signatures

Signature du premier président de la BCE, Wim Duisenberg.
Signature du deuxième président de la BCE, Jean-Claude Trichet.
Signature du troisième président de la BCE, Mario Draghi.
Signature de l'actuelle présidente de la BCE, Christine Lagarde.

## Design

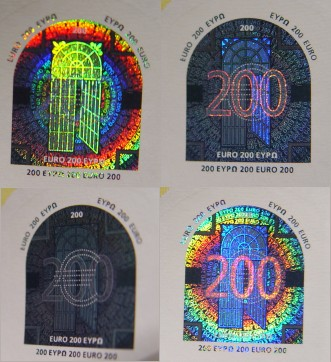
Quatre pastilles holographiques d'un billet de 200 euros sous différentes positions.

Le billet de 200 euros est la deuxième coupure en euro avec la valeur la plus haute, mesurant 153 × 82 millimètres (série 2002) et 153 × 77 millimètres (série 2019). Il est de couleur jaune. Ces billets représentent tous des ponts, arches et portes dans des styles historiques européens différents. Le billet de 200 euros dépeint l'architecture « verre et acier » de la fin du XIXe et du début du XXe siècle. Les dessins initiaux de Robert Kalina devaient représenter des monuments existants, mais pour des raisons politiques, le pont et l'arche sont plus simplement des exemples stylisés de l'ère architecturale romane.
Comme sur tous les billets en euro, on peut observer la dénomination de la coupure (200 EURO/ΕΥΡΩ/ЕВРО), le Drapeau de l'Union européenne, la signature du président de la Banque centrale européenne (BCE), les initiales de la BCE dans toutes les Langues officielles de l'Union européenne (BCE, ECB, ЕЦБ, EZB, EKP, EKT, ESB, EKB, BĊE et EBC), une carte de l'Europe, une représentation des territoires d'outre-mer de l'UE (on peut observer, en bas au centre, les îles Canaries et des territoires français utilisant l'euro) et les étoiles du drapeau de l'UE.

### Caractéristiques de sécurité

#### Première série
Les billets de 200 euros sont protégés par une pastille holographique, un nombre à couleur changeante, une constellation EURion, un filigrane, des micro-impressions, de l'encre ultra-violette, une impression en relief, un fil de sécurité, des micro-perforations, un nombre incomplet (visible par transparence), et un numéro de série. Le numéro de série commence par une lettre. Cette lettre correspond à la banque centrale à laquelle les billets sont destinés. Par exemple, un numéro de série commençant par la lettre F, indique que le billet a été destiné et distribué par la banque centrale de Malte, mais ce n'est pas forcément cette dernière qui l'a produit.

#### Deuxième série
Suivant le site de la BCE, il y a six signes de sécurité principaux : l’impression en relief (le billet comporte au recto des petites lignes imprimées en relief sur les bordures), le filigrane portrait (par transparence, le portrait d’Europe, une copie du motif principal et la valeur du billet apparaissent à gauche), la fenêtre portrait située dans l’hologramme (devient transparente et fait apparaître un portrait d’Europe sur les deux faces du billet), le nombre émeraude (la valeur passe du vert émeraude au bleu profond) avec de petits symboles de l’euro à l’intérieur, l’hologramme portrait et l’hologramme satellite (en haut de la bande argentée, de petits symboles de l’euro gravitent autour du nombre lors d'une inclinaison).

### Identification des billets

#### Première série
Chaque coupure de 200 euros possède un numéro de série commençant par une lettre qui correspond à la banque centrale à laquelle il est destiné. L'imprimeur est signalé par une lettre dans l'étoile du recto. Cette lettre est suivie par une série de chiffres désignant la matrice utilisée à l'impression puis par un code (une lettre et un chiffre) correspondant à la position du billet sur la planche.

#### Deuxième série
Chaque billet de la deuxième série possède un numéro de série qui commence par deux lettres. La première correspondant à l'imprimeur, dont les codes diffèrent des précédents, en partie inspirés par les anciens codes d'identification de la banque centrale destinataire des billets. La seconde varie séquentiellement en suivant l'alphabet, en parallèle avec la séquence numérique. La mention de la banque centrale destinataire disparaît donc.

## Production et stockage des billets
En avril 2001, la Banque centrale européenne (BCE) décide qu’après l'introduction de l’euro, la production des billets en euros sera décentralisée et mise en commun (pooling). Dès lors, depuis 2002, chaque banque centrale nationale de chaque État membre de la zone euro fournit une partie de la production annuelle totale de certains billets. La banque centrale concernée prend en charge les coûts de production au titre de la part qui lui a été dévolue.
En septembre 2002, la BCE décide de mettre en place un stock stratégique de l’Eurosystème (c’est-à-dire elle-même et les dix‑sept banques centrales nationales de la zone euro). Ce stock est utilisé dans des circonstances exceptionnelles, lorsque les stocks au sein de la zone euro sont insuffisants pour faire face à une hausse inattendue de la demande en billets ou en cas d’interruption inattendue de leur approvisionnement. Les stocks permettent aux banques centrales nationales de gérer à tout moment une variation de la demande de billets. Grâce aux stocks logistiques, il est possible de répondre à leur demande dans des circonstances normales. Ces stocks permettent également de remplacer les coupures impropres à la circulation, de faire face à une progression attendue de leur utilisation, de répondre aux fluctuations saisonnières de leur demande et d’optimiser leur transfert entre les succursales des banques centrales.

## Émission du billet
Légalement, la Banque centrale européenne et les banques nationales de chaque pays membre de la zone euro ont le droit d'émettre les sept coupures en euro différentes. En pratique, seules les banques nationales sont dans la capacité d'émettre ces dernières. La Banque centrale européenne ne possède pas de caisses et n'est engagée dans aucune opération de trésorerie.

## Circulation
Au 1er janvier 2025, il y avait 847 699 450 billets de 200 euros en circulation dans le monde, pour une valeur totale de 169 539 890 000 €.
La Banque centrale européenne contrôle constamment la circulation et le stock de pièces et de billets en euro. C'est une tâche effectuée par l'Eurosystème (c’est-à-dire la Banque centrale européenne (BCE) et les vingt banques centrales nationales (BCN) de la zone euro) pour assurer un approvisionnement efficace et sans heurts de l'euro et pour en maintenir l'intégrité.

### Statistiques
La Banque centrale européenne fournit chaque mois des statistiques sur le nombre de billets en circulation.
Il s’agit d’un nombre net, à savoir du nombre de billets émis, diminué de la somme des billets retirés ou rentrés et des billets en dépôt dans les banques nationales de la zone euro.
Les chiffres fournis sont les suivants :
| Année                                                     | Coupures    | Montant        | Année | Coupures    | Montant        | Année | Coupures    | Montant        |
| --------------------------------------------------------- | ----------- | -------------- | ----- | ----------- | -------------- | ----- | ----------- | -------------- |
| *                                                         | 75 421 757  | 15 084 351 400 | 2007  | 155 685 857 | 31 137 171 400 | 2013  | 198 885 476 | 39 777 095 200 |
| 2002                                                      | 120 848 425 | 24 169 685 000 | 2008  | 170 096 095 | 34 019 219 000 | 2014  | 203 899 589 | 40 779 917 800 |
| 2003                                                      | 135 427 641 | 27 085 528 200 | 2009  | 178 236 652 | 35 647 330 400 | 2015  | 206 894 602 | 41 378 920 400 |
| 2004                                                      | 143 140 953 | 28 628 190 600 | 2010  | 180 607 600 | 36 121 520 000 | 2016  | 233 613 819 | 46 722 763 800 |
| 2005                                                      | 148 773 663 | 29 754 732 600 | 2011  | 181 310 811 | 36 262 162 200 | 2017  | 246 699 262 | 49 339 852 400 |
| 2006                                                      | 152 824 231 | 30 564 846 200 | 2012  | 184 234 341 | 36 846 868 200 | 2018  | 255 696 896 | 51 139 379 200 |
| * : au lancement de l'euro fiduciaire (1er janvier 2002). |             |                |       |             |                |       |             |                |

Le 28 avril 2019, une nouvelle série « Europe » a été émise.
Les billets de la première série ont été émis concurremment durant quelques mois avec ceux de la série « Europe » jusqu’à épuisement des stocks existants, puis ils seront progressivement retirés de la circulation. Les deux séries circulent donc parallèlement mais la proportion tendra inévitablement vers une forte diminution de la première série.
| Année | Coupures    | Montant        | Reliquat 1re série | Proportion | Année | Coupures    | Montant         | Reliquat 1re série | Proportion |
| ----- | ----------- | -------------- | ------------------ | ---------- | ----- | ----------- | --------------- | ------------------ | ---------- |
| 2019  | 412 700 600 | 82 540 120 000 | 259 859 053        | 63,0 %     | 2020  | 652 790 496 | 130 558 099 200 | 257 177 851        | 39,4 %     |

La publication des statistiques les plus significatives du nombre de billets en circulation relevées chaque année est celle du 31 décembre, ce nombre étant le plus élevé de l'année, sauf en 2008 avec 171 129 645 billets en novembre, en 2010 avec 181 858 874 billets en juillet, en 2012 avec 186 993 311 billets en juillet et 2015 avec 207 347 096 billets en juillet.
Les statistiques pour l'ensemble des billets et pour chaque valeur au 1er janvier 2021 sont disponibles à la page générale des billets de banque en euros.

### Suivi des billets
Il existe plusieurs sites web et communautés qui permettent de suivre les billets de banque en euro, de savoir où ils voyagent et où ils ont voyagé. Le site web le plus connu est EuroBillTracker. Le but est d'enregistrer le plus de billets possibles afin de connaître les détails de leur propagation, par exemple d'où et vers où ils se déplacent. Ou encore où un billet a été vu, pour générer des statistiques et des classements, par exemple, dans quels pays il y a le plus de billets. EuroBillTracker en a enregistré plus de 96 millions en octobre 2011, soit plus de 1,876 milliard d'euros.

## Contrefaçon
Pour la BCE, les billets en euro sont très difficiles à contrefaire en raison d'un nombre important de signes de sécurité. Cependant, la qualité des planches qui sortent des ateliers clandestins est croissante et les nouvelles technologies permettent de produire plus facilement des faux billets de bonne facture,. La coupure de 200 € est la quatrième la plus contrefaite. Elle représentait 2 % des billets en euro contrefaits au second semestre 2011, soit 6 200 billets de 200 € contrefaits. La BCE et les banques centrales nationales recommandent d'être vigilant, et de reconnaître les faux-billets par la méthode simple de « Toucher-Regarder-Incliner ». Selon l'expert judiciaire Gilles Duteil, ces estimations ne sont pas réalistes et il est « très difficile de déterminer un chiffre réellement significatif ».
Pour lutter contre cette contrefaçon, la BCE utilise des techniques de pointe lors de l'impression et un certain nombre de signes de sécurité, signes qui suffisent à dissuader les faux-monnayeurs. Elle dispose d'un centre d'analyse de la contrefaçon, qui coopère étroitement avec Europol. Ce centre analyse les billets contrefaits récupérés par la police, afin de mieux prévenir les futures contrefaçons. La BCE dispose également d'un Groupe de dissuasion de la contrefaçon des banques centrales (CBCDG). Il a pour mission de dissuader la contrefaçon numérique et, en empêchant la production de faux-billets, de réduire les dommages causés aux particuliers et aux entreprises qui seraient amenés à recevoir de faux-billets. Il utilise des technologies de lutte contre la contrefaçon qui empêchent l’acquisition ou la reproduction, au moyen d’ordinateurs individuels ou d’outils d’imagerie numérique, de l’image d’un billet protégé. Le CBDG a également pour but de prévenir la reproduction non autorisée de billets.

## Impact environnemental
L'UE ayant une politique environnementale très stricte, il est important à ses yeux de réduire le plus possible l'impact environnemental résultant de la fabrication de coupures en euros. La Banque centrale européenne s'efforce donc de faire un usage judicieux des ressources naturelles dans sa fourniture en billets, en gardant la qualité de l'environnement et en garantissant la santé des personnes.
Des tests indépendants confirment que les billets en euros sont sains et qu'ils satisfont à tous les critères imposés par l'Union européenne, y compris les critères sur les substances chimiques utilisées. Toutes les substances utilisées dans les billets sont dans une concentration en dessous des limites autorisées.

## Sources
- (en) Cet article est partiellement ou en totalité issu de l’article de Wikipédia en anglais intitulé « 200 euro note » (voir la liste des auteurs).

#### Ouvrages
- Olivier Fournier et Michel Prieur, Euro 3, Monnaies et Billets (1999-2006), Paris, Les chevau-légers, 2005, 284 p. (ISBN 2-903629-80-3)
- L'avènement de l'euro, notre monnaie, Banque centrale européenne, 2007 (lire en ligne)
- Antti Heinonen, The first euros (the creation and issue of the first euro banknotes and the road to the Europa series), Banque centrale européenne, 2015, 271 p. (ISBN 978-92-899-1508-3, lire en ligne)

#### Conventions monétaires et législation
- Convention monétaire entre le gouvernement de la République française et le gouvernement de Son Altesse sérénissime le prince de Monaco, JOUE, 31 mai 2002, 15 p. (lire en ligne)
- Convention monétaire entre la République italienne, au nom de la Communauté européenne, et la République de Saint-Marin, JOUE, 27 juillet 2001, 4 p. (lire en ligne)
- Convention monétaire entre la République italienne, au nom de la Communauté européenne, et l'État de la Cité du Vatican, représenté par le Saint-Siège, 25 octobre 2001, 4 p. (lire en ligne)
- Accord monétaire entre l'Union européenne et la Principauté d'Andorre (lire en ligne)

#### Sites officiels
- (en) Alf Young, « Témoin d'une étape importante de l'histoire européenne », The Herald,‎ 1er janvier 2002 (lire en ligne, consulté le 23 octobre 2011)
- (en) Philippe Girolami, Anssi Johansson, Marko Schilde, « À propos du site », sur EuroBillTracker, 1er janvier 2002 (consulté le 21 octobre 2011)
- (en) Philippe Girolami, Anssi Johansson, Marko Schilde, « Statistiques », sur EuroBillTracker, 1er janvier 2002 (consulté le 21 octobre 2011)
- BCE, « Note d’information semestrielle sur la contrefaçon des billets en euros », sur le site officiel de la Banque centrale européenne, 16 janvier 2012
- BCE, « La lutte contre la contrefaçon », sur le site officiel de la Banque centrale européenne
- BCE, « Les effets de la production et de l’utilisation des billets en euros sur l’environnement », sur le site officiel de la Banque centrale européenne, 20 décembre 2007 (consulté le 2 décembre 2011)
- (en) BBC News, « Money talks - la nouvelle monnaie (Euro) », BBC News,‎ décembre 1996 (lire en ligne, consulté le 13 octobre 2011)
- (en) BCE, « Circulation », sur le site de la Banque centrale européenne, août 2011 (consulté le 13 octobre 2011)
- BCE, « Carte de la zone euro 1999-2011 », sur le site de la Banque centrale européenne
- (en) BCE, « Le 10e anniversaire des billets et pièces en euros », sur le site officiel de la Banque centrale européenne, 1er décembre 2011 (consulté le 2 décembre 2011)
- BCE, « Introduction - la production et les stocks de billets », sur le site officiel de la Banque centrale européenne (consulté le 10 mai 2012)
- BCE, « Les billets - les sept coupures », sur le site officiel de la Banque centrale européenne (consulté le 10 mai 2012)
- BCE, « Les signes de sécurité : Incliner », sur le site de la Banque centrale européenne (consulté le 10 mai 2012)
- BCE, « Signes de sécurité supplémentaires », sur le site de la Banque centrale européenne (consulté le 10 mai 2012)
- BCE, « Les signes de sécurité : Regarder », sur le site de la Banque centrale européenne (consulté le 10 mai 2012)
- BCE, « Les signes de sécurité : Toucher », sur le site officiel de la Banque centrale européenne, 2002 (consulté le 9 octobre 2011)
- BCE, « Caractéristiques de sécurité », sur le site officiel de la Banque centrale européenne, 2008 (consulté le 13 octobre 2011)
- BCE, « Introduction - L'utilisation de l'euro », sur le site de la Banque centrale européenne (consulté le 10 mai 2012)
- BCE, « Concours graphique organisé en vue de la première série de billets en euros », sur le site de la Banque centrale européenne (consulté le 10 mai 2012)
- (it) « Cambio banconote e monete in lire », sur le site de la Banque d'Italie, 13 avril 2011 (consulté le 14 octobre 2011)
- BCE, « Les billets - les éléments graphiques », sur le site de la Banque centrale européenne (consulté le 10 mai 2012)
- (en) « Pièces en euro d'Andorre », sur Eurocoins.co.uk, 2003 (consulté le 15 octobre 2011)